# 도하쿠정
도하쿠정(東伯町)은 돗토리현 중앙의 도하쿠군에 위치했던 정이다. 2004년 9월 1일 합병에 의해 
고토우라정이 되어 소멸하였다.  동사무소는 후에 다시 세워질 때까지 고토우라정 동사무소 본청사로서 사용되었다.

## 역사
- 1954년 2월 1일 - 야쓰하시정・우라야스정・가미사토정・고노소정이 합병해 성립하였다.
- 2004년 9월 1일 - 아카사키정과 합병해 고토우라정이 성립하였다. 동일 도하쿠정은 폐지되었다.

## 행정
고토우라 정이 출범한 후, 도하쿠 정사무소는 나중에 재건축될 때까지 고토우라 정사무소 본청사로 사용되었다.

## 교통

### 철도
- 서일본 여객철도 산인 본선

### 도로
- 국도 9호선